# Hop-Frog
Hop-Frog (originalmente "Hop-Frog; or, the Eight Chained Ourangoutangs", 'Hop-Frog o los ocho orangutanes encadenados') es un relato breve del escritor estadounidense Edgar Allan Poe, que fue publicado por vez primera en el año de su muerte, 1849.
El apodo que da título al cuento (Hop-Frog, traducible por "rana saltarina") corresponde al protagonista del mismo, un enano apartado de su patria que se convierte en bufón de un rey muy aficionado a las bromas. El bufón acaba vengándose del rey y sus cortesanos después de que éstos ofendiesen a su amada Trippetta, también enana. Para ello consigue que el rey y sus cortesanos se disfracen de orangutanes en una mascarada y se encadenen unos a otros. Delante de todos los invitados, Hop-Frog asesina a sus enemigos izándolos del suelo a gran altura mediante un gancho que sujeta las cadenas y prendiendo entonces fuego a sus disfraces; luego escapa con Trippetta. Se ha sugerido que Poe escribió la historia como una forma de venganza literaria contra la escritora Elizabeth F. Ellet y varias otras personas.

## Análisis
El relato puede incluirse dentro de los relatos sobre venganza de Poe, junto con "El barril de amontillado". Igual que en este último, el asesino escapa sin ver castigado su crimen. Curiosamente, la víctima de "El barril de amontillado" viste el mismo traje de bufón que el protagonista de "Hop-Frog".
La historia usa el chirrido de dientes de Hop-Frog como elemento simbólico, justo antes de diseñar su plan de venganza, y de nuevo tras haberlo ejecutado. Poe utiliza a menudo los dientes como un signo vinculado a la mortalidad, como en los labios que se retuercen sobre los dientes del hombre hipnotizado en "La verdad sobre el caso del señor Valdemar" y la obsesión morbosa con los dientes de "Berenice".
Así como "El barril de amontillado" supuso un intento de venganza literaria en un enemigo personal, "Hop-Frog" puede haber tenido motivaciones similares. Dado que Poe había pretendido relaciones con Sarah Helen Whitman y Annie Richmond (ya fuesen románticas o platónicas, nada hay probado), ciertos miembros del círculo literario de la ciudad de Nueva York propagaron chismes sobre el particular, incitando al escándalo sobre presuntas indecencias. En el centro de todo ello se hallaba Elizabeth F. Ellet, cuyas tentativas amorosas Poe había desdeñado. Ellet puede estar representada en el relato por el rey mismo, y sus siete consejeros serían enemigos literarios de Poe, como Margaret Fuller, Hiram Fuller (sin relación), Thomas Dunn English, Anne Lynch Botta, Anna Blackwell, Ermina Jane Locke y su marido.
El cuento, escrito hacia el final de la vida de Poe, puede ser autobiográfico en otros sentidos. El bufón Hop-Frog, al igual que Poe, fue "secuestrado de su casa y se presentó al rey" (su padre adoptivo, el opulento John Allan), "con un nombre no conferido en su bautismo, sino impuesto". El bufón, también como Poe, es "muy sensible al vino" y, del mismo modo, "cuando es insultado y obligado a beber se vuelve loco de rabia". Al igual que Hop-Frog, alguna vez Poe fue importunado por quienes le instaron a beber, emborrachándose con una sola copa de vino.
La historia también pudo haber sido inspirada por un acontecimiento histórico, el llamado Bal des Ardents, en la corte de Carlos VI de Francia. Por sugerencia de un escudero, el rey y otros cinco miembros de su séquito se vistieron de sátiros con ropas altamente inflamables hechas de brea y lino. Cuatro de los hombres murieron abrasados; el rey Carlos se salvó.
Esta historia es también recogida por Julio Cortázar, quien, aparte de las fuentes clásicas, añade que Poe pudo enterarse del episodio a través de un artículo del Broadway Journal, de febrero de 1847, donde se narra la historia de Carlos VI y los sátiros ardientes. Otra posible fuente: un relato de 1830 ambientado en la corte del zar Pablo de Rusia, en el cual se narra la venganza de un bufón sobre su amo. Hervey Allen ve en el cuento un valor simbólico: la realidad, tirana, mantiene en esclavitud a la imaginación, la obliga a servir de bufón, hasta que esta se venga de la más terrible manera.
En su relato "Los crímenes de la calle Morgue" Poe también se refiere a un orangután, aunque en este caso el simio es real.

## Publicación
El relato apareció por primera vez en el número del 17 de marzo de 1849 del periódico The Flag of Our Union, de Boston. Se tituló "Hop Frog; Or, The Eight Chained Ourangoutangs". En carta a su amiga Annie Richmond, escribió el autor: 

Las cinco páginas de prosa que terminé ayer llevan por título, qué te parece, seguro que ni te lo imaginas: ¡Hop-Frog! ¡Sólo piensa en "tu" Eddy escribiendo un cuento con un título "como" 'Hop-Frog'!

 Añadió que, aunque The Flag of Our Union no era una publicación muy respetable "desde el punto de vista literario", pagaba muy bien.

## Adaptaciones
- La primera adaptación cinematográfica de "Hop-Frog" se produjo en 1910, a cargo del director francés Henry Desfontaines.
- James Ensor hizo un aguafuerte en 1898, La venganza de Hop-Frog, basándose en el cuento.
- Una sinfonía de 1926 de Eugene Cools está inspirada en el mismo.
- Una historia similar fue adaptada por Roger Corman para su película The Masque of the Red Death (1964). Fue protagonizada por Vincent Price como el "Príncipe Próspero". Hop-Frog (llamado 'Hop-Toad' (sapo saltarín) en la película) es interpretado por un enano, pero Trippetta lo es por una niña disfrazada con voz de mujer.
- En 1992, Julie Taymor dirigió un cortometraje titulado Fool's Fire, que adapta el relato de Poe. Michael J. Anderson, actor famoso por Twin Peaks, hacía de "Hop-Frog" y Mireille Mosse de "Trippetta", con Tom Hewitt como "El rey". En dicha obra se recitan los poemas de Poe "The Bells" y "A Dream Within A Dream".
- La historia fue leída para la radio por Winifred Phillips, con música compuesta por ella misma, dentro de la serie de la NPR "Tales by American Masters" (1998).
- La historia figura como tema en el disco de Lou Reed The Raven (2003). El tema "Hop-Frog" es cantado por David Bowie.